# Kepuh (Kertosono)
Kepuh is een bestuurslaag in het regentschap Nganjuk van de provincie Oost-Java, Indonesië. Kepuh telt 2799 inwoners (volkstelling 2010).